# A. V. Bramble
Albert Victor Bramble (Portsmouth, 20 de maio de 1880 - Londres, 17 de maio de 1963) foi um ator, cineasta e produtor britânico, que começou sua carreira de ator no teatro. Estreou no cinema em 1913 e, posteriormente, dirigiu e produziu filmes.

## Filmografia selecionada
Como ator
- 1914 It's a Long Way to Tipperary
- 1914 The Idol of Paris
- 1914 The Sound of Her Voice
- 1915 Honeymoon for Three
- 1915 The Mystery of a Hansom Cab
- 1915 Motherhood
- 1928 The Rolling Road
- 1952 Outcast of the Islands

Como diretor
- 1914 The Boy and the Cheese
- 1919 Smart Set
- 1920 Wuthering Heights
- 1922 The Little Mother
- 1926 Bodiam Castle and Eric The Slender
- 1928 The Man Who Changed His Name
- 1932 Lucky Sweep
- 1933 The Veteran of Waterloo

Como produtor
- 1917 The Laughing Cavalier